# Macbeth (film 1971)
Macbeth (The Tragedy of Macbeth) è un film del 1971 diretto da Roman Polański, tratto dall'omonima opera shakespeariana.
Caratteristica preponderante è il gran numero di scene macabre e/o dai toni molto cupi. Questo è il primo film del regista Roman Polański dopo il brutale assassinio da parte della setta di Charles Manson della moglie incinta Sharon Tate.
È stato presentato fuori concorso al 25º Festival di Cannes.

## Trama
Incitato dal responso di una profezia di tre streghe che lo vede incoronato re e dall'ambiziosa moglie, Macbeth uccide brutalmente il re Duncan di Scozia. Per assicurarsi il trono fa assassinare poi il suo fedele compagno e amico Banquo, al quale le streghe avevano promesso di diventare padre di una stirpe di re. La scia di violenza prosegue e Lady Macbeth presa forse dal rimorso si ammala gravemente per poi morire. Anche Macbeth, ormai schiavo delle predizioni delle streghe, viene infine ucciso dai rivoltosi che riportano sul trono il legittimo erede Malcolm.

## Produzione

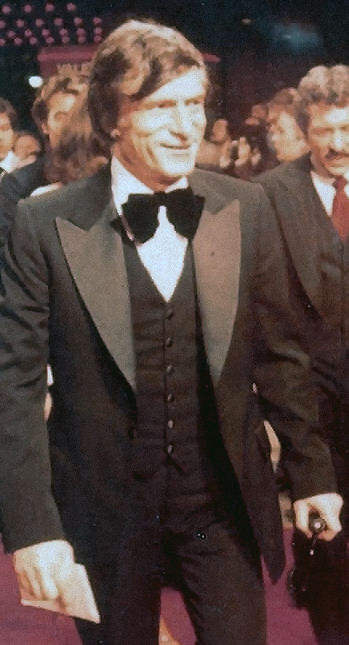
Hugh Hefner e la Playboy Enterprises furono tra i finanziatori del film.

Il regista Roman Polański coltivava l'idea di adattare per il grande schermo un testo di Shakespeare fin da quando era uno studente a Cracovia in Polonia, ma vi riuscì solamente dopo aver elaborato il lutto per l'omicidio della moglie incinta, Sharon Tate, e di altri suoi amici per mano dei membri della "Family" di Charles Manson nella sua casa di Beverly Hills, la notte del 9 agosto 1969. A seguito della tragedia, Polanski cadde in depressione, e non rimase soddisfatto di come l'incidente era stato presentato dai mass media, che indicavano una presunta "maledizione" a carico suo e dei suoi film. All'epoca, Polanski stava lavorando al film Il giorno del delfino, progetto che fallì e venne in seguito affidato ad un altro regista, Mike Nichols. Mentre si trovava a Gstaad in Svizzera all'inizio del 1970, Polanski assistette ad una rappresentazione del Macbeth e chiese consiglio a un amico, il critico teatrale britannico Kenneth Tynan, noto per la sua "cultura enciclopedica su Shakespeare", circa un progetto cinematografico sull'opera. Tynan si dimostrò interessato a collaborare con Polanski poiché il regista secondo lui possedeva quella che Tynan considerava "proprio la giusta combinazione di fantasia e violenza".
Tynan e Polanski trovarono stimolante la sfida di adattare un testo teatrale così importante per il cinema. Tynan scrisse a Polanski, dicendo: "il problema numero uno del personaggio di Macbeth è vedere gli eventi del film dal suo punto di vista". Durante il processo di scrittura, Polanski e Tynan provarono le scene in un appartamento di Londra a Belgravia, con Tynan che interpretava Duncan e Polanski invece Macbeth. Come per la versione cinematografica del 1948 di Amleto, i monologhi furono presentati sotto forma di narrazione fuoricampo.
In una scena Polanski e Tynan vollero che Lady Macbeth facesse il suo monologo da sonnambula completamente nuda. Presero tale decisione avvalendosi del fatto che all'epoca dello svolgimento del dramma, le persone dormivano nude.
La sceneggiatura poté dirsi completata nell'agosto 1970, con l'idea di iniziare a girare in Inghilterra a ottobre.
Paramount Pictures, Universal Pictures e Metro-Goldwyn-Mayer rifiutarono tutte di finanziare il progetto, dubbiose che un dramma di Shakespeare potesse adattarsi alle corde del regista di Rosemary's Baby - Nastro rosso a New York. Hugh Hefner, editore di Playboy, che aveva già prodotto qualche film in passato attraverso la Playboy Enterprises, incontrò Polanski a un party e decise di finanziarlo. Il budget iniziale stanziato fu di 2.4 milioni di dollari.

### Cast

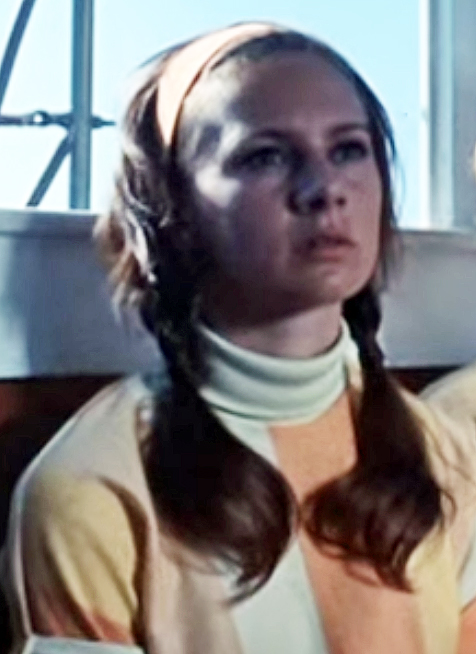
Francesca Annis interpretò Lady Macbeth.

Per le parti principali di Macbeth e Lady Macbeth, Polanski scelse deliberatamente attori sconosciuti "giovani e carini". Francesca Annis e Jon Finch avevano all'epoca 26 e 29 anni rispettivamente.
Tuesday Weld rifiutò la parte di Lady Macbeth, non volendo recitare in scene di nudo. Annis accettò il ruolo dopo averci riflettuto molto. La prima scelta di Polanski per Macbeth era stato Albert Finney, che declinò l'offerta, allora Tynan raccomandò Nicol Williamson, ma il regista non lo ritenne abbastanza attraente per la parte. Finch era meglio conosciuto per la partecipazione a pellicole horror della Hammer Film Productions come Vampiri amanti.
Per la scena del sabba delle streghe, Polanski ebbe difficoltà a scritturare comparse anziane che recitassero nude. Di conseguenza, la scena venne molto ridimensionata ed accorciata. Per scherzo, Polanski inviò un video con alcune donne anziane nude che cantavano Happy Birthday to You a Hefner per il suo quarantacinquesimo compleanno.

### Riprese

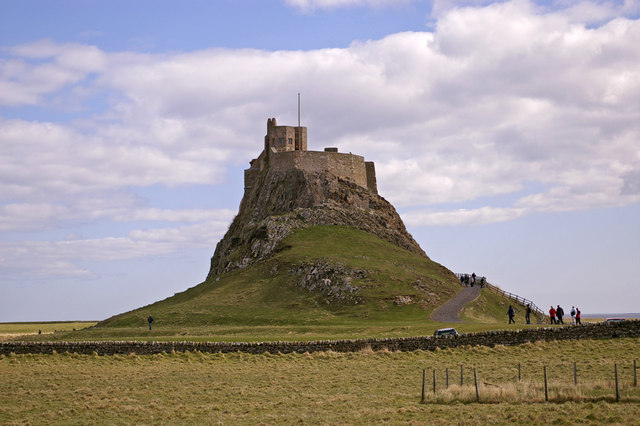
Lindisfarne Castle, una delle location del film.

Macbeth fu girato in varie località in Gran Bretagna, a partire da Snowdonia nell'ottobre 1970. Anche altre parti del film furono girate in Galles. Una considerevole quantità di girato ebbe luogo nel Northumberland sulla costa nord-est inglese, incluse le scene a Lindisfarne Castle, Bamburgh Castle e spiaggia (la stessa identica location in cui nel 1965 Polanski diresse interamente Cul-de-sac), St. Aidan's Church e North Charlton Moors vicino Alnwick.
La produzione subì ritardi e problemi a causa del maltempo, e il cast si lamentò della "puntigliosità e petulanza" di Polanski.
Frequentemente nel corso delle riprese Polanski girò direttamente lui le scene in prima persona, cavalcava prima delle riprese dimostrando come fare agli attori, e camminò spesso tra gli escrementi degli animali per riprendere capre e pecore. Abitualmente si metteva al posto del cameraman per ottenere l'inquadratura voluta. Decise inoltre di ricorrere agli effetti speciali per rappresentare figurativamente sullo schermo "il pugnale immaginario delle mente", volendo concretizzare il concetto shakespeariano agli spettatori.

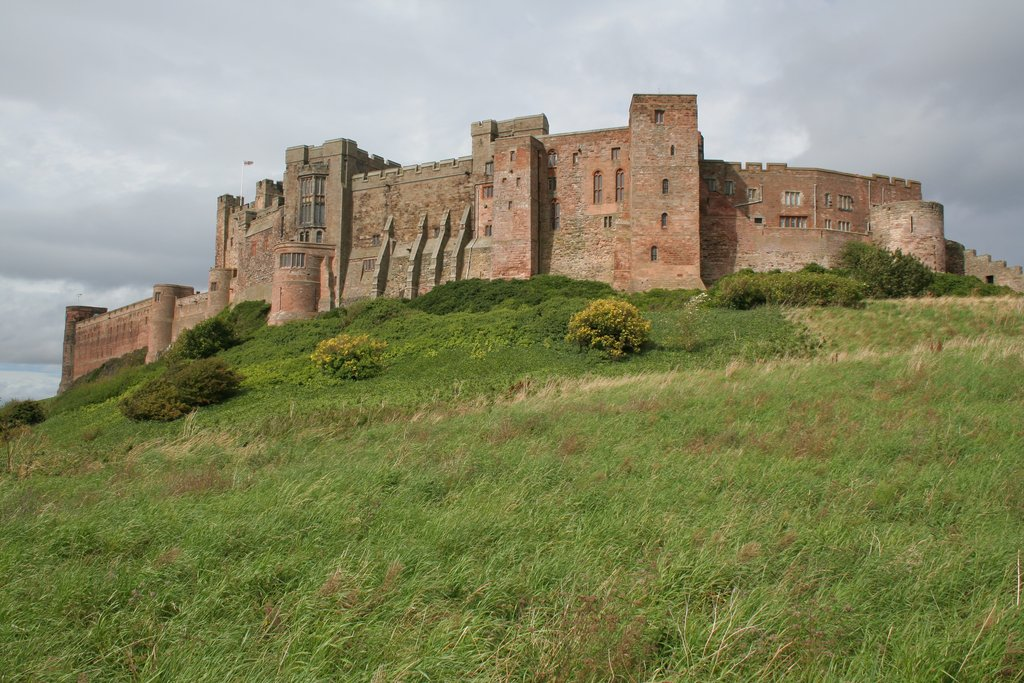
Parte del film venne girato nel Bamburgh Castle.

Dietro insistenza dei finanziatori che chiedevano il licenziamento di Polanski causa il ritardo accumulato per le riprese e lo sforamento del budget, fu anche chiamato il regista Peter Collinson a girare alcune scene a Shepperton. Polanski giustificò i problemi maledicendo il "clima di merda" ed accettando di rinunciare a un terzo del suo compenso per poter ultimare il film, inoltre Hefner contribuì al budget con ulteriori 500,000 dollari.

## Colonna sonora
Per la colonna sonora del film, Polanski scritturò la Third Ear Band, un gruppo musicale che aveva riscosso successo a seguito della pubblicazione del disco Alchemy nel 1969. La band compose brani originali appositamente per la pellicola, aggiungendo musica elettronica a percussioni, strumenti a fiato, legni e archi, ispirandosi alla musica medievale scozzese. Infine, anche elementi di musica indiana e jazz furono incorporati nella colonna sonora.

## Interpretazioni e tematiche
Molto si è speculato sul fatto che le atmosfere cupe e la violenza del film fossero da attribuirsi al dramma personale vissuto dal regista a causa dell'assassinio della giovane moglie incinta avvenuto solo poco tempo prima. Il professor James Morrison scrisse che le ambizioni omicide del Macbeth "sono in sintonia con la filmografia di Polanski", e vide delle somiglianze con la versione del dramma girata da Orson Welles nel 1948. Tuttavia, a differenza di Welles, Polanski sceglie il naturalismo al posto dell'espressionismo. La scrittrice Ewa Mazierska scrisse come, nonostante il presunto realismo nel presentare i monologhi con voci fuori campo, il Macbeth di Polanski fosse "assurdo", non raffigurando la storia come spiegazione degli eventi attuali, ma come un "circolo vizioso di crimini e miserie". Ogni incoronazione avviene dopo che il predecessore è stato brutalmente tolto di mezzo, e tutti tradiscono tutti.
Il professor Deanne Williams interpretò il film non solo come un riflesso dell'omicidio di Sharon Tate, ma anche dell'assassinio di Martin Luther King Jr. e della guerra in Vietnam. In maniera simile Francesca Royster sostiene che l'uso della cultura inglese e celtica negli abiti e nella cultura degli anni '60 e '70, indicando come esempi la pubblicazione de Il Signore degli Anelli negli Stati Uniti e la musica dei Led Zeppelin, leghi il passato del film al presente. Mentre il ruolo della Playboy Enterprises fu principalmente quello di finanziare il progetto, Williams indica anche la visione di Lady Macbeth data da Polanski come la personificazione del mito e del paradosso della coniglietta di Playboy, alla bisogna calda e sexy, oppure docile serva domestica, ma anche femme fatale.
Il critico letterario Sylvan Barnet scrisse che la scelta di protagonisti giovani nel film suggeriva un "contrasto tra un bell'aspetto esteriore e una bruttezza d'animo interiore". Williams paragonò Lady Macbeth a Lady Godiva con il suo "bianco pallore naturale", suggerendo come potesse benissimo essere una delle ragazze della Playboy Mansion. Ancora più "bruttezza" viene aggiunta da Polanski nell'introduzione del personaggio di Ross. Come i due protagonisti, anche Ross si dimostra "bello fuori ma malvagio dentro" essendo interpretato dall'attraente John Stride.
La Barnet scrisse inoltre che cambiando il finale della tragedia facendo incontrare a Donalbain le streghe, Polanski sostituiva la scansione originale di "misura, tempo e luogo" con "un tradimento senza fine". Lo storico cinematografico Douglas Brode commentò inoltre come l'aggiunta di un nuovo finale, riflettesse il pessimismo di Polanski in contraddizione con l'ottimismo di Shakespeare.

## Distribuzione
Negli Stati Uniti, il film debuttò al Playboy Theater di New York il 20 dicembre 1971. Polanski biasimò l'idea di far uscire il film a gennaio definendola un "suicidio commerciale". In Gran Bretagna, la British Board of Film Censors assegnò quasi al film una classificazione X Rated a causa delle scene di nudo e della violenza contenute nello stesso. Il film debuttò a Londra nel febbraio 1972. Macbeth venne presentato fuori concorso la Festival di Cannes. Polanski, Finch ed Annis presenziarono alla proiezione a Cannes nel maggio 1972.

## Accoglienza
Il film fu un flop dal punto di vista commerciale. Secondo The Hollywood Reporter, la Playboy Enterprises stimò nel settembre 1973 di aver perso circa 1.8 milioni di dollari con il film.
Le perdite totali ammontarono a 3.5 milioni di dollari. Un tale fiasco rese commercialmente rischiosa ogni produzione cinematografica ispirata a Shakespeare fino al successo dell'Enrico V di Kenneth Branagh nel 1989. Il critico Terrence Rafferty associò il fallimento finanziario del film alla presunta "maledizione" che aleggerebbe sul Macbeth di William Shakespeare.
Alla sua uscita nelle sale, Macbeth fu accolto da pareri contrastanti, con critiche negative soprattutto sulla violenza contenuta nel film, alla luce degli omicidi Manson, e sulle scene di nudo, biasimate per l'associazione della produzione con la rivista Playboy. Pauline Kael scrisse che il film riduceva le tematiche di Shakespeare al banale tema del "la vita è una giungla". Variety recensì freddamente il film, scrivendo: "Funziona il Macbeth di Polanski? Non particolarmente, ma è un tentativo ammirevole". Derek Malcolm, recensendo la pellicola per The Guardian, definì il film "scioccante ma non proprio il massimo", e Finch ed Annis "più o meno adeguati" nei loro ruoli. Tuttavia, Roger Ebert assegnò al film quattro stellette, scrivendo che era pieno "di suoni e furia" e molto meglio delle precedenti riduzioni cinematografiche dell'opera. Roger Greenspun, sul The New York Times, scrisse che nonostante tutti i pettegolezzi intorno al film, esso non era "particolarmente violento o scandaloso", e che Finch ed Annis erano stati superlativi. Nella rivista New York, Judith Crist difese la pellicola facendo dei paragoni con Il trono di sangue di Akira Kurosawa del 1957, altro adattamento del testo shakespeariano.
La reputazione del film è cresciuta con il passare del tempo. Nel 2007 il regista John Sayles lo definì "un grande pezzo di cinema", mentre nel 2013 lo scrittore Martin Amis disse che l'opera "era senza difetti" secondo lui. Nella sua 2014 Movie Guide, Leonard Maltin assegna al film tre stellette e mezzo, descrivendolo "avvincente, pieno d'atmosfera ed estremamente violento". Sul sito internet Rotten Tomatoes il film ha un indice di gradimento dell'86%, basato su 29 recensioni da parte di critici del settore.

## Riconoscimenti
- National Board of Review Awards 1971
  - miglior film
- BAFTA
  - migliori costumi